# František Brábek
František Brábek (n. 9 decembrie 1848, Branovice, Týn nad Vltavou – d. 23 mai 1926, Praga), menționat în sursele maghiare ca Brábek Ferenc, a fost un profesor universitar și traducător ceh din limba maghiară. A predat limba maghiară la Universitatea Carolină și la Universitatea Tehnică din Praga. A tradus numeroase opere literare, inclusiv mai multe piese de teatru. A publicat manuale și memorii de călătorie și a scris articole pe teme științifice și istorice pentru reviste. A fost autorul mai multor articole pe teme științifice pentru dicționarele enciclopedice ale lui Rieger și Otto. A luptat pentru apropierea culturală cehă-maghiară.

## Biografie
S-a născut pe 9 decembrie 1848 la ferma Branovice din Týn nad Vltavou, în familia unui funcționar public. În anul 1855 s-a mutat, împreună cu părinții, în satul unguresc Szerencs din apropiere de Tokaj. A început studii la gimnaziul din orașul învecinat Miskolc.
În 1862 familia s-a întors înapoi în Boemia. A continuat aici studiile gimnaziale (la Praga și Tábor) și după absolvire, în anul 1869, a efectuat cu prietenul Václav Robert z Kounic o călătorie în Ungaria. (Experiența sa de călătorie a fost prezentată în 1872 în revista Světozor din Praga, inițial sub pseudonimul Feri Branovický, și un an mai târziu în cartea Procházky po Uhrách.)
În perioada 1869-1871 a studiat științele naturale la Facultatea de Filozofie din Praga. A lucrat apoi ca secretar al colectivului care a redactat Dicținarul enciclopedic ale lui Rieger (Riegrův slovník naučný). A colaborat cu numeroase personalități cehe care au contribuit la redactarea dicționarului. A avut contacte acolo cu jurnaliști de la Národní listy, precum Jan Neruda, Karel Sladkovský, Julius Grégr și alții. Cea mai mare influență asupra lui a avut-o Neruda, care l-a introdus cercurile artistice. A participat, de asemenea, la adunările periodice ale jurnaliștilor, scriitorilor, actorilor și compozitorilor în cafeneaua „U Ježíška”. Brábek a devenit treptat colaborator extern al majorității revistelor din Praga și membru al grupului literar Lumírovci.
În 1874 a fost atestat ca „traducător juridic” de limba maghiară al tribunalului districtual din Praga. Un an mai târziu, a fost abilitat ca profesor de limba maghiară la Universitatea Tehnică din Praga, unde a predat în perioada 1875–1926. El a mai predat, de asemenea, din 1883, la Universitatea Carolină din Praga.
A fost o persoană publică și a participat la activitățile asociațiilor. De exemplu, în 1871 a fost ales unul dintre directorii asociației Umělecká beseda pentru mediul rural. În 1877 a devenit membru al Clubului de științe naturale. În iulie 1885 a însoțit o delegație de 1.400 de cehi la expoziție din Pesta, traducând și conducând toate negocierile cu oficialii maghiari. În 1907 a fost numit raportor al Departamentului Oriental al Radei Naționale Cehe.
În timpul Primului Război Mondial un număr mare de cehi au apelat la el, solicitându-i să le traducă notele scrise pe plicurile nedesfăcute ale scrisorilor trimise soldaților răniți aflați în spitalele din Ungaria. Prin intermediul presei el i-a asigurat că cuvântul „Tóth” scris uneori pe plic nu are același înțeles cu cuvântul german „tot” (mort), ci este un nume de familie comun în Ungaria. El a oferit, de asemenea, o traducere a mai multor termeni pe care Poșta Maghiară îi folosea, de obicei, pentru a justifica returnarea scrisorilor.
De asemenea, el a lucrat ca director al birourilor auxiliare ale administrației politice provinciale.
El a murit pe 23 mai 1926 în sanatoriul Podolské și a fost înmormântat la Olšany.

## Activitatea literară
František Brábek i-a familiarizat pe cititorii cehi cu stilul de viață din Ungaria și cu operele celor mai importanți scriitori maghiari. A fost cunoscut ca traducător de opere literare, în special piese de teatru, din limba maghiară. A condus cercul literar Lumírovci și a colaborat la unele traduceri cu Jaroslav Vrchlický. A mai publicat ghiduri de conversație și cărți de călătorie. A contribuit la dicționarele enciclopedice ale lui Otto și Rieger cu articole referitoare la Ungaria și la maghiari. A publicat numeroase articole în reviste. A fost interesat, de asemenea, de științele naturale și a efectuat câteva traduceri din limba franceză.
A publicat următoarele scrieri:
- Procházky po Uhrách (1874), reportaj al călătoriei efectuate în Ungaria în anul 1869[10]
- Mluvnice jazyka maďarského (1875, reeditată de mai multe ori)
- Maďarsko-český příruční slovník (1910, reeditată)
- Nový kapesní slovník maďarsko-český a česko-maďarský (Nakladatel Jindřich Lorenz, Třebíči na Moravě, 1920)
- Francia nyelvtan és olvasókönyv (manual de gramatică și de lectură franceză pentru maghiari; în colaborare cu František Pover și František Vojtíšek, 1922)
- Česko-maďarská terminologie úřední (1922)

Traduceri din limba maghiară:
- Sándor Petőfi: Básně Aleksandra Petöfiho (1871, în colaborare cu Karel Tůma). Într-un articol de ziar Jan Neruda a lăudat publicarea acestei traduceri.[21]
- Jenő Rákosi: Aesop, veselohra v pěti jednáních (1873, în colaborare cu Jaroslav Vrchlický)
- Mór Jókai: Zlatý muž (Omul de aur, 1875)
- Mór Jókai: Komedianti života (1878)
- Mór Jókai: Emerich Fortunát : denník starého pána z roku 1522 (1881)
- Kálmán Mikszáth: Slavná župa (1886)
- Gergely Csiky: Proletáři : drama o čtyřech jednáních (1889)
- Imre Madách: Tragedie člověka (Tragedia omului, 1893, în colaborare cu Jaroslav Vrchlický). Reprezentarea acestei drame la Teatrul Național din Praga a avut parte de un mare succes și a devenit un eveniment important în istoria relațiilor teatrale ceho-maghiare.[22]
- Mór Jókai: Cikánský baron (Voievodul țiganilor, 1894)
- János Arany: Budova smrt : hunská pověsť (1897, în colaborare cu Jaroslav Vrchlický)

Traducere din limba franceză:
- Jules Verne: Tajemný ostrov (Insula misterioasă) (1878)

A contribuit la dicționarele enciclopedice ale lui Rieger și Otto, apărute ambele sub brandul Bbk. Pentru primul dicționar a scris mai multe articole pe teme științifice, precum cel referitor la brochantit.
El a scris, de asemenea, o serie de articole în ziare și reviste, ca de exemplu:
- O pokrocích v oboru věd přírodních za posledního dvacetiletí v Uhrách (Vesmír, 1878)[26]
- Komenský ve styku se živlem maďarským (Národní listy, 1879)[27]
- Moře (Světozor, 1879)[28]
- Království za knihu (Paleček, 1882) — un incident plin de umor despre care se pretinde că a fost raportat de premierul maghiar Kálmán Tisza[29]

## Importanța activității sale
Brábek a depus un efort pentru apropierea ceho-maghiară. El a crezut că acest lucru va contribui la creșterea cooperării celor două națiuni în domeniul economic și politic.
În anul 1908 a fost numit, împreună cu Jaroslav Vrchlický, membru de onoare al Societății Petőfi. El a devenit, de asemenea, membru al Societății Kisfaludy.

## Familia
În 15 octombrie 1877 s-a căsătorit în Biserica „Sf. Vojtěch” din cartierul praghez Nové Město cu Marie Kaurová (1848-1906), fiica arhitectului Jan Kaura. (1820-1874).
A avut mai mulți copii. Un fiu pe nume Ladislav (1880-?) a studiat dreptul și a devenit notar, iar un alt fiu pe nume Vilém (1891-?) a obținut un post de funcționar la o bancă. Mai târziu a avut o fiică pe nume Albertina (1897-??). Ceilalți doi copii, fiul Václav (1878-1879) și fiica Marie (1882-1884) au murit la o vârstă fragedă.